# (4139) Ulʹyanin
(4139) Ulʹyanin est un astéroïde de la ceinture principale.

## Description
(4139) Ulʹyanin est un astéroïde de la ceinture principale. Il fut découvert le 2 novembre 1975 à Naoutchnyï par Tamara Smirnova. Il présente une orbite caractérisée par un demi-grand axe de 3,14 UA, une excentricité de 0,17 et une inclinaison de 1,6° par rapport à l'écliptique.

## Compléments